# Joni (piłkarz)
Joni, właśc. Osvaldo Roque Gonçalves da Cruz (ur. 25 marca 1970 w Luandzie) – angolski piłkarz występujący na pozycji pomocnika. 

## Kariera klubowa
Joni karierę rozpoczynał w 1992 roku w portugalskim czwartoligowym zespole CD Tondela. Spędził tam sezon 1992/1993, a w 1993 roku został zawodnikiem pierwszoligowego SC Salgueiros. Jego barwy reprezentował przez cztery sezony, po czym odszedł do drugoligowego Académico de Viseu. Grał tam przez jeden sezon, a potem występował w trzecioligowym União Montemor. Jego zawodnikiem był do 1999 roku.
Potem Joni przeszedł do angolskiego AS Aviação, z którym w sezonach 2000 oraz 2001 wywalczył wicemistrzostwo Angoli. Pod koniec 2001 roku wrócił do Portugalii, gdzie został graczem trzecioligowego SC Olhanense, którego barwy reprezentował w sezonie 2001/2002. Następnie grał w katarskim Al Ahli Ad-Dauha oraz ponownie w trzeciej lidze portugalskiej, tym razem w drużynie RD Águeda.
W kolejnych latach Joni występował już tylko w Angoli. Był zawodnikiem zespołów Sagrada Esperança, Benfica Luanda, Primeiro de Agosto oraz Petro Atlético Luanda. Wraz z Petro Atlético został wicemistrzem Angoli. W 2006 roku zakończył karierę.

## Kariera reprezentacyjna
W latach 1994–2001 w reprezentacji Angoli Joni rozegrał 37 spotkań i zdobył 5 bramek. W 1996 roku został powołany do kadry na Puchar Narodów Afryki, zakończony przez Angolę na fazie grupowej. Zagrał na nim w meczach z Egiptem (1:2), RPA (0:1) oraz Kamerunem (3:3, gol).